# 切斯特港 (紐約州)
切斯特港（英語：Port Chester）是位於美國紐約州西徹斯特縣的村。

## 人口
根據2020年美國人口普查的數據，切斯特港的面積為6.22平方千米，當中陸地面積為6.03平方千米，而水域面積為0.19平方千米。當地共有人口31693人，而人口密度為每平方千米5,095人。